# تعلم تحويلي

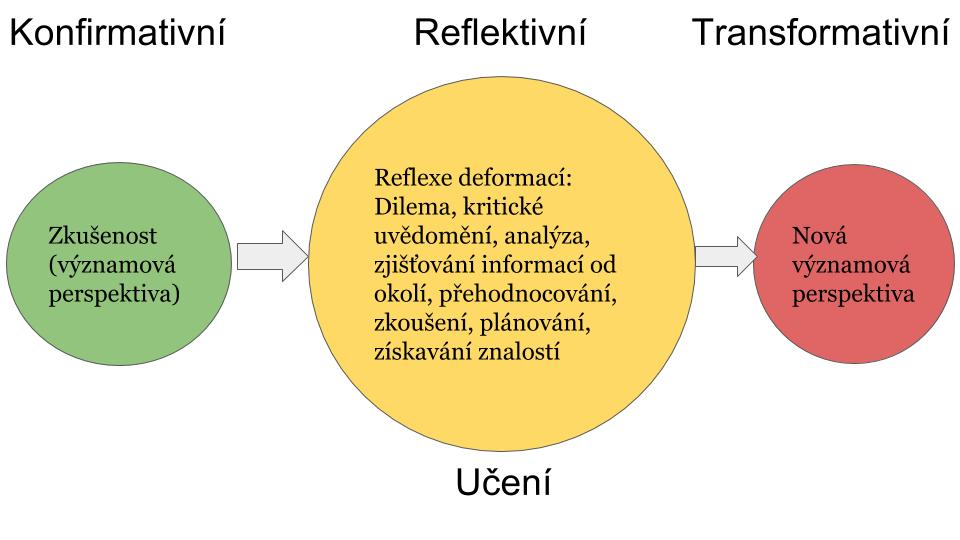
مخطط نظرية التعلم التحويلي

يقول التعلم التحويلي، كنظرية، أن عملية "تحول المنظور" لها ثلاثة أبعاد: نفسية (تغييرات في فهم الذات)، وإدانة (مراجعة أنظمة المعتقدات)، وسلوكية (تغييرات في نمط الحياة).
التعلم التحويلي هو توسيع الوعي من خلال تحويل النظرة الأساسية للعالم والقدرات المحددة للذات؛ يتم تسهيل التعلم التحويلي من خلال عمليات موجهة بوعي مثل الوصول التقديري وتلقي المحتويات الرمزية للعقل اللاواعي والتحليل النقدي للمقدمات الأساسية.
نادرًا ما يحدث تحول المنظور، الذي يؤدي إلى التعلم التحويلي. يعتقد جاك ميزيرو أنه عادة ما ينتج عن "معضلة مربكة" تنجم عن أزمة في الحياة أو تحول كبير في الحياة، على الرغم من أنه قد ينتج أيضًا عن تراكم التحولات في مخططات المعنى على مدى فترة من الزمن. كما أن المآزق الأقل دراماتيكية، مثل تلك التي أنشأها المعلم للتأثير التربوي، تعزز أيضًا التحول.
جزء مهم من التعلم التحويلي هو أن يغير الأفراد أطرهم المرجعية من خلال التفكير النقدي في افتراضاتهم ومعتقداتهم ووضع وتنفيذ خطط بوعي تؤدي إلى إيجاد طرق جديدة لتحديد عوالمهم. هذه العملية عقلانية وتحليلية في الأساس.